# Betula saksarensis
Betula saksarensis là một loài thực vật có hoa trong họ Betulaceae. Loài này được Polozhij & A.T.Malzeva mô tả khoa học đầu tiên năm 1974.